# Кубанская ГАЭС
Куба́нская ГАЭС (ГАЭС Каскада Кубанских ГЭС, Насосная ГАЭС) — гидроаккумулирующая электростанция у посёлка Водораздельный Прикубанского района Карачаево-Черкесии, на Большом Ставропольском канале. Первая гидроаккумулирующая электростанция в России (введена в эксплуатацию в 1968 году). Используется для сезонного регулирования воды в Большом Ставропольском канале, обеспечивая наполнение его водой в маловодный осенне-зимний период. Имеет оригинальную конструкцию — здание электростанции размещено на дне водохранилища. Входит в состав Каскада Кубанских ГЭС (группа Куршавских ГЭС), являясь его головной ступенью. Собственником Кубанской ГАЭС является ПАО «РусГидро».

## Природные условия
Кубанская ГАЭС, находящаяся на 47-м километре Большого Ставропольского канала, использует перепад высот между каналом и наливным Кубанским водохранилищем, расположенным в естественной котловине бывшего озера Большое Солёное. Большой Ставропольский канал питается водами реки Кубань, берет своё начало от построенного на этой реке Усть-Джегутинского гидроузла, площадь водосбора Кубани в створе гидроузла составляет 4160 км². Водный режим Кубани характеризуется продолжительным летним половодьем, на которое накладываются дождевые паводки. Подъём уровня воды начинается в конце марта-начале апреля, завершается в конце сентября-начале октября; за это время проходит до 80 % годового стока. С октября по март наблюдается меженный период, наименьшие расходы воды фиксируются в феврале. Максимальный расход воды в створе Усть-Джегутинского гидроузла наблюдался в ходе катастрофического наводнения 22 июня 2002 года и составлял 1880 м³/с; согласно расчётам, раз в 1000 лет могут наблюдаться паводки с расходами до 2140 м³/с. Максимальные расходы воды в Большом Ставропольском канале составляют 180 м³/с, в перспективе возможно увеличение пропуска воды до 220 м³/с.
Климат в районе расположения ГАЭС континентальный, с жарким дождливым летом и неустойчивой зимой. Среднегодовая температура составляет 9—10 °С, длительность безморозного периода составляет 176—191 день. Среднегодовая сумма осадков составляет 572 мм, максимум осадков наблюдается в июне. В основании сооружений Кубанской ГАЭС залегают глинистые отложения различного генезиса — палеогеновые майкопские глины, делювиальные и озёрные глины. Сейсмичность района расположения станции составляет 8 баллов по шкале MSK-64.

## Конструкция станции
Конструктивно Кубанская ГАЭС представляет собой средненапорную деривационную гидроаккумулирующую электростанцию с подводным зданием ГАЭС. Верхним бьефом ГАЭС является Большой Ставропольский канал, нижним — Кубанское водохранилище. Сооружения гидроаккумулирующей электростанции включают в себя земляную плотину Кубанского водохранилища, подводящий канал, здание ГАЭС, напорные трубопроводы, водоприёмник, отводящий канал водоприёмника, холостой водосброс, шлюз-регулятор № 1 с отводящим каналом, открытое распределительное устройство (ОРУ) 110 кВ. Ряд сооружений станции (в частности, напорные трубопроводы и водоприёмник сифонного типа) унифицированы с сооружениями других гидроэлектростанций каскада кубанских ГЭС. Установленная мощность электростанции в турбинном режиме составляет 15,9 МВт, в насосном режиме — 14,4 МВт, среднегодовая выработка электроэнергии — 10,67 млн кВт·ч, среднегодовое потребление электроэнергии в насосном режиме — 46 млн кВт·ч.

### Земляная плотина
Земляная плотина, образующая Кубанское водохранилище, проходит по водоразделу между озёрами Малое Солёное и Большое Солёное (последнее стало частью водохранилища). Плотина однородная, отсыпана из местных делювиальных суглинков и глин. Длина плотины — 6800 м, ширина по гребню — 7 м, максимальная высота — 12 м, в плотину отсыпано 2,082 млн м³ грунта. Профиль плотины имеет ломаные очертания — верховой откос имеет два участка с заложением 1:2 и 1:10, сопрягающиеся с помощью горизонтальной бермы. Низовой откос имеет участки с заложением 1:2 и 1:3. Верховой откос до бермы защищён от размыва волнами железобетонными плитами толщиной 0,2 м, ниже бермы откос закреплён слоем песчано-гравийного грунта толщиной 1 м. Низовой откос закреплён одерновкой. Противофильтрационые и дренажные устройства в теле плотины отсутствуют, в основании низового откоса выполнена дренажная канава с насосной станцией, перекачивающей фильтрующиеся воды в водохранилище.

### Холостой водосброс
Холостой водосброс консольного типа служит для заполнения Кубанского водохранилища (совместно с пропуском воду через агрегаты ГАЭС), а также для аварийного опорожнения головного участка Большого Ставропольского канала (от Усть-Джегутинского гидроузла до шлюза-регулятора № 1). По конструкции представляет собой железобетонный поверхностный быстроток с консольным сбросом, состоит из входного оголовка, лотка и консольной части. Входной оголовок предназначен для регулирования расхода воды через водосброс, представляет собой сооружение докового типа размером 18×16 м с двумя пролётами шириной по 6 м. Пролёты оборудованы плоскими основными и аварийно-ремонтными затворами, оперирование которыми производится при помощи электролебёдок.
Лоток водосброса имеет длину 190,36 м, ширину 13,3 м, высоту 2—3,5 м, уложен на слой гравийно-песчаной смеси толщиной 0,2 м, сопрягающимся с дренажом. Лоток переходит в консольную часть длиной 62 м, размещённую на опорах и выдающуюся в водохранилище. По ширине консольная часть разделена на два пролёта. Гашение энергии сбрасываемой воды производится в воронке размыва, закреплённой каменной наброской. Воронка размыва соединяется с основной частью водохранилища коротким отводящим каналом.
Консольный водосброс Кубанской ГАЭС является одним из крупнейших в России сооружений такого типа. Расчётный расход воды через водосброс составляет 180 м³/с, максимальный — 220 м³/с. Перепад уровней между водохранилищем и Большим Ставропольским каналом (напор водосброса) составляет, в зависимости от уровня воды в водохранилище, 16-31 м.

### ГАЭС
Здание ГАЭС представляет собой коробчатое железобетонное сооружение длиной 48,5 м, шириной 19,75 м и высотой 26,41 м. Здание расположено на дне Кубанского водохранилища в выемке, гидроагрегаты заглублены под его нормальный подпорный уровень — ось рабочего колеса находится на отметке уровня сработки водохранилища. Над водой возвышается лишь верхняя часть сооружения с мостовым краном, с берегом здание ГАЭС соединено служебным мостом длиной 96 м.
В здании ГАЭС установлено 6 обратимых вертикальных гидроагрегатов мощностью по 2,65/2,4 МВт (в турбинном/насосном режимах), расстояние между осями агрегатов 6,5 м. Агрегаты оборудованы радиально-осевыми насос-турбинами 63НТВ-30 (диаметр рабочего колеса — 1,7 м), работающими при расчётном напоре 24 м. Спецификой станции является большой диапазон колебаний напоров, в турбинном режиме от 15,6 м до 31 м, в насосном режиме от 15,6 м до 29,7 м. Максимальный расход воды через насос-турбину — 10,5/11,3 м³/с (в турбинном/насосном режимах). Особенностью насос-турбин является отсутствие регулируемого направляющего аппарата (имеющиеся лопатки направляющего аппарата переставляются вручную и обеспечивают регулирование только по напору, но не по мощности), вследствие чего агрегаты могут работать только на полной мощности. Насос-турбины созданы на основе центробежного насоса 8к-25, произведены заводом «Уралгидромаш». Насос-турбины соединены с гидрогенераторами-двигателями ВГДС 260/64-20 производства предприятия «Уралэлектротяжмаш».
Сборка-разборка гидроагрегатов осуществляется с помощью мостового крана грузоподъёмностью 30 т, расположенного на эстакаде над перекрытием машинного зала, при этом подача/извлечение оборудования краном из машинного зала производится через люки в перекрытии. Внутри машинного зала для обслуживания оборудования установлен мостовой кран грузоподъёмностью 5 т. Перед спиральными камерами насос-турбин установлены дисковые затворы диаметром 1,8 м с гидравлическим приводом, за камерами в отсасывающих трубах смонтированы сороудерживающие решётки, которые при необходимости заменяются на плоские ремонтные затворы.
Со стороны нижнего бьефа подвод и отведение воды к насос-турбинам производится по подводящему каналу длиной 2251 м, расположенному на дне водохранилища. На протяжении 40 м от здания ГАЭС дно и откосы канала закреплены железобетонными плитами, затем на протяжении 30 м — каменным мощением, далее крепление отсутствует. Со стороны верхнего бьефа подвод воды производится по двум железобетонным напорным трубопроводам, каждый из которых в районе здания ГАЭС переходит в развилку на три агрегата. Длина каждого трубопровода — 420 м, внутренний диаметр — 4 м, расход воды — 32 м³/с. Трубопроводы уложены в выемке и засыпаны сверху грунтом.
Со стороны верхнего бьефа трубопроводы соединяются с водоприёмником сифонного типа, представляющим собой монолитную железобетонную конструкцию с двумя пролётами и сифонным водозабором. Водоприёмник оборудован сороудерживающими решётками и ремонтными затворами (для оперирования которыми используется козловой кран), вакуумные насосы и клапаны срыва вакуума. В нижней части сифона расположена потерна, в которой расположен центробежный насос для подачи воды в вакуумные насосы. Водоприёмник (а также холостой водосброс) соединяются с Большим Ставропольским каналом при помощи отводящего канала, выполненного в полувыемке-полунасыпи. Длина канала — 160 м, ширина по дну — 23 м, максимальная глубина воды — 5,8 м, пропускная способность — 247 м³/с, отметка уровня воды в канале — 645,25 м. Откосы канала на протяжении 40 м от водоприёмника закреплены железобетонными плитами, далее на протяжении 10 м — каменной наброской, далее щебнем.
Гидрогенераторы-двигатели производят/потребляют электроэнергию на напряжении 6,3/6 кВ, которое преобразуется в напряжение 110 кВ при помощи двух силовых трансформаторов ТД-25000/115. Выдача/потребление мощности в/из энергосистемы производится через комплектное элегазовое распределительное устройство (КРУЭ) напряжением 110 кВ. Кубанская ГАЭС соединена с энергосистемой двумя линиями электропередачи напряжением 110 кВ:
- ГАЭС — ПС Береговая (Л-26)
- ГАЭС — ГЭС-1 (Л-46).

Сооружения и оборудование Кубанской ГАЭС
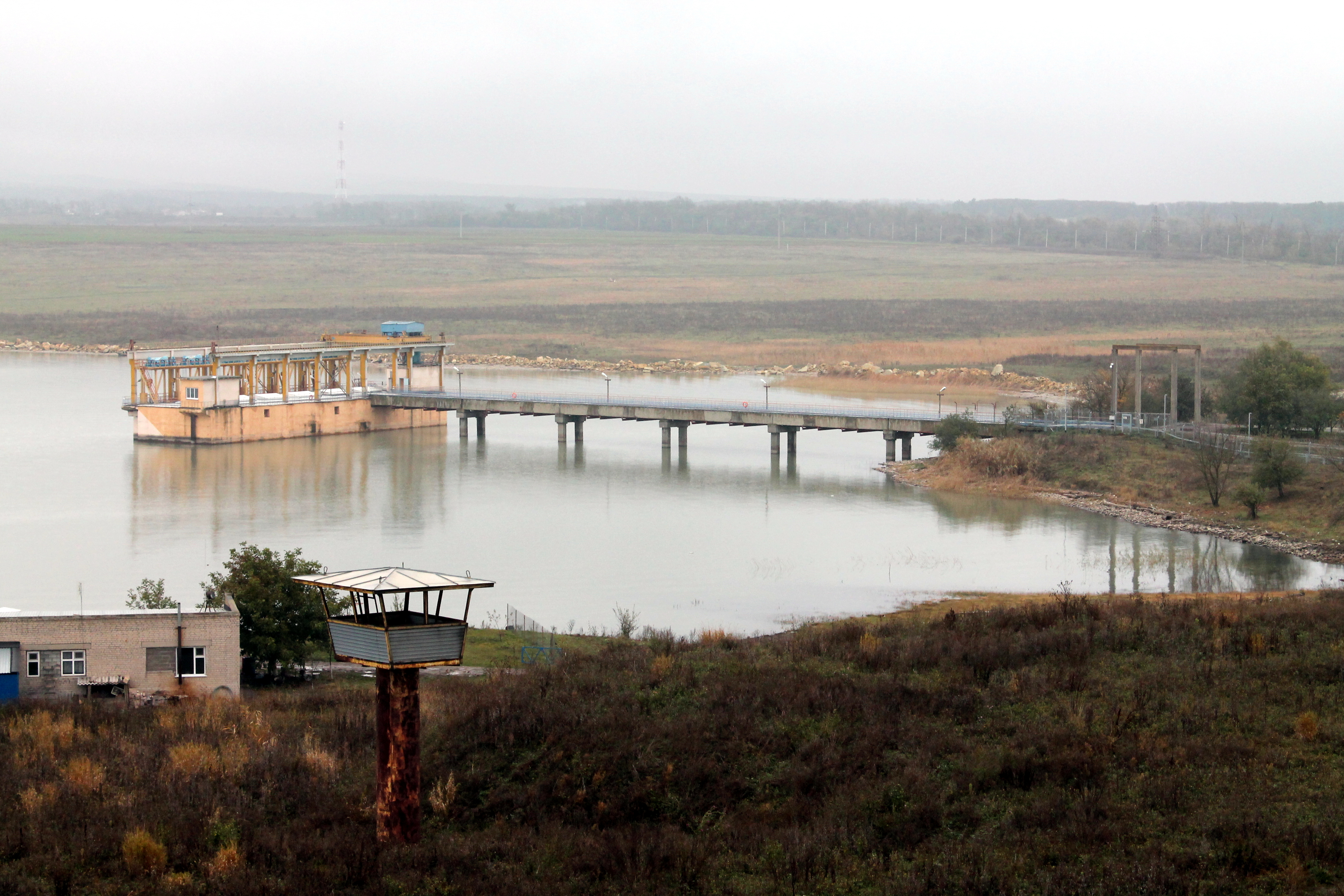
Здание ГАЭС и служебный мост
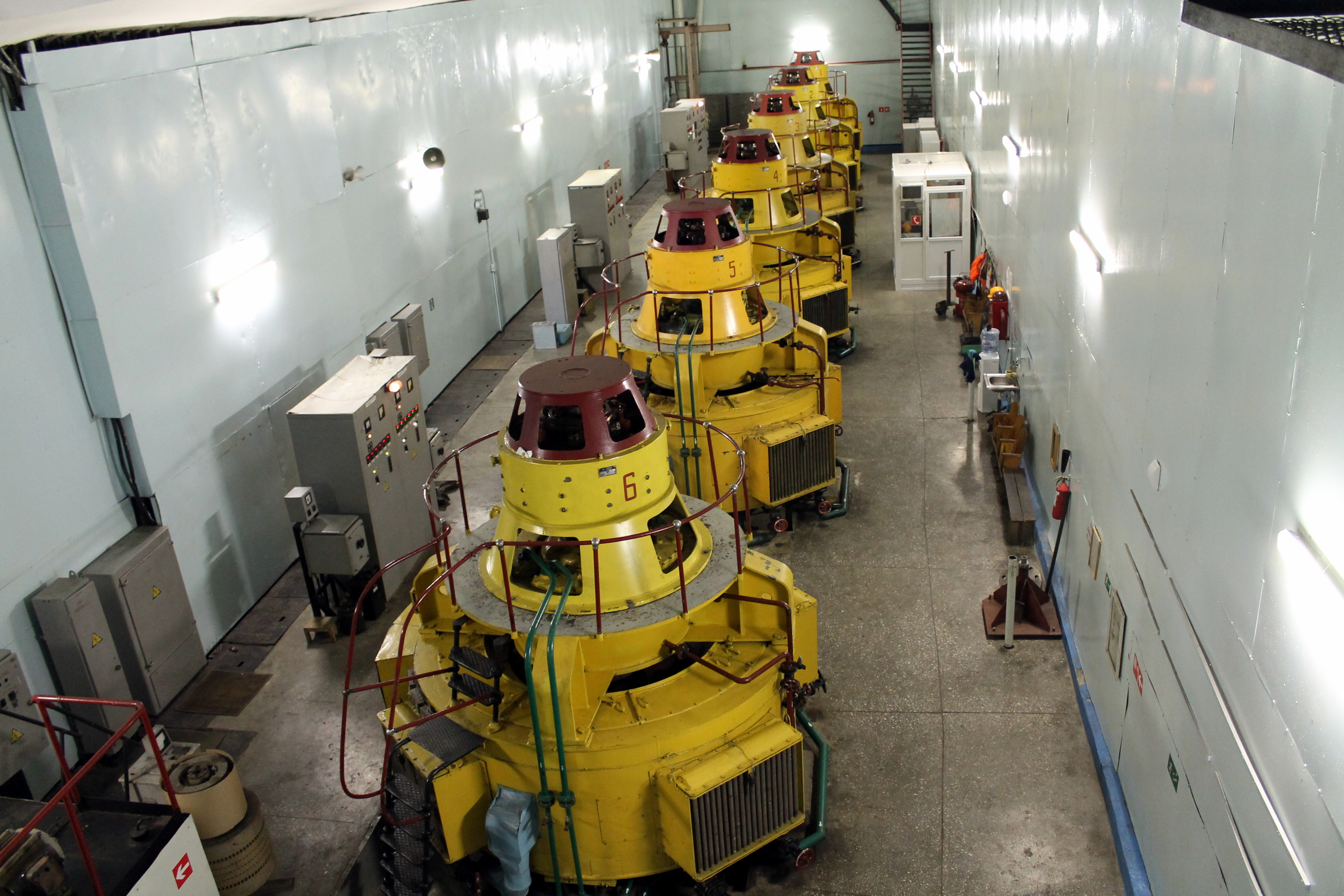
Машинный зал
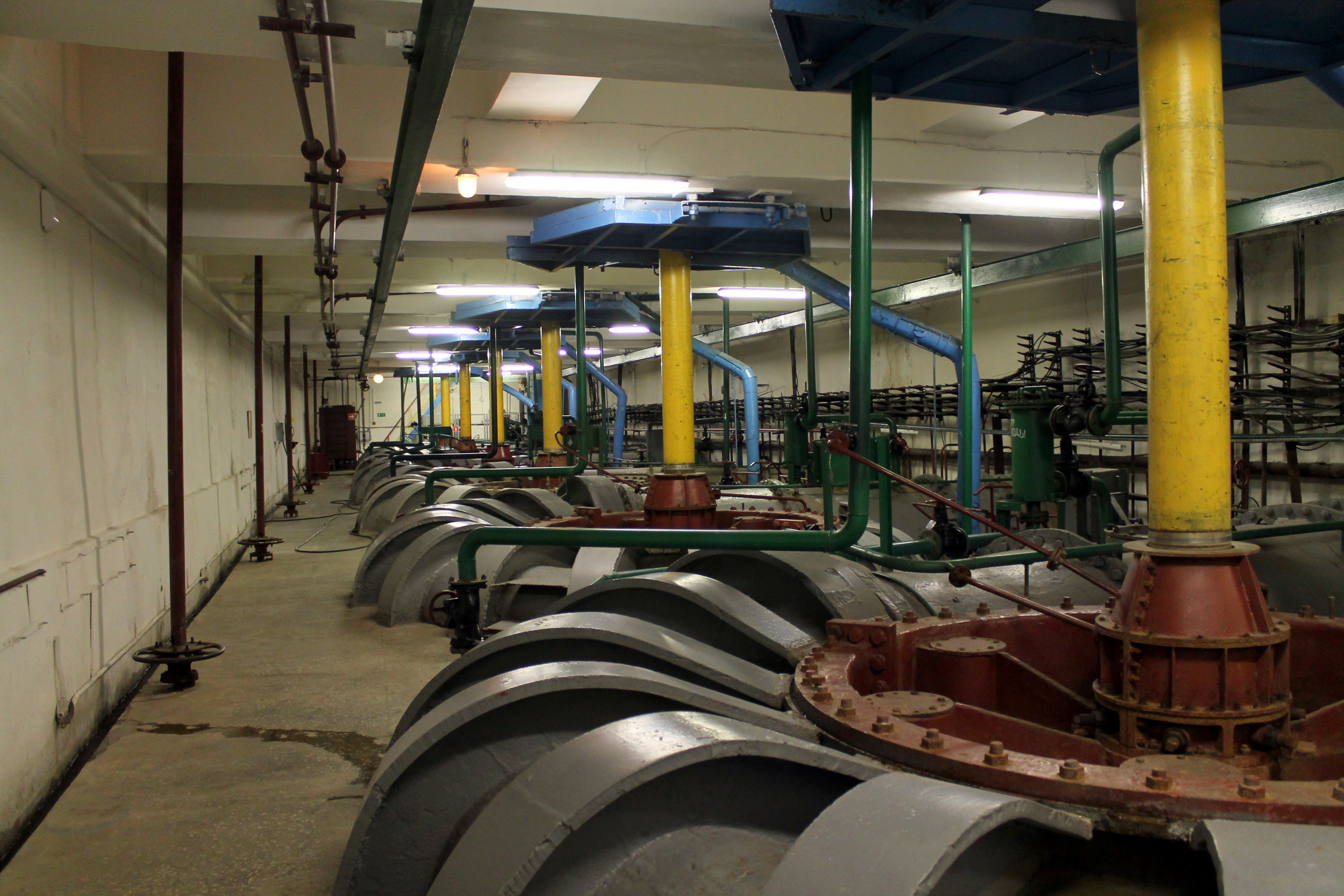
Спиральные камеры насос-турбин
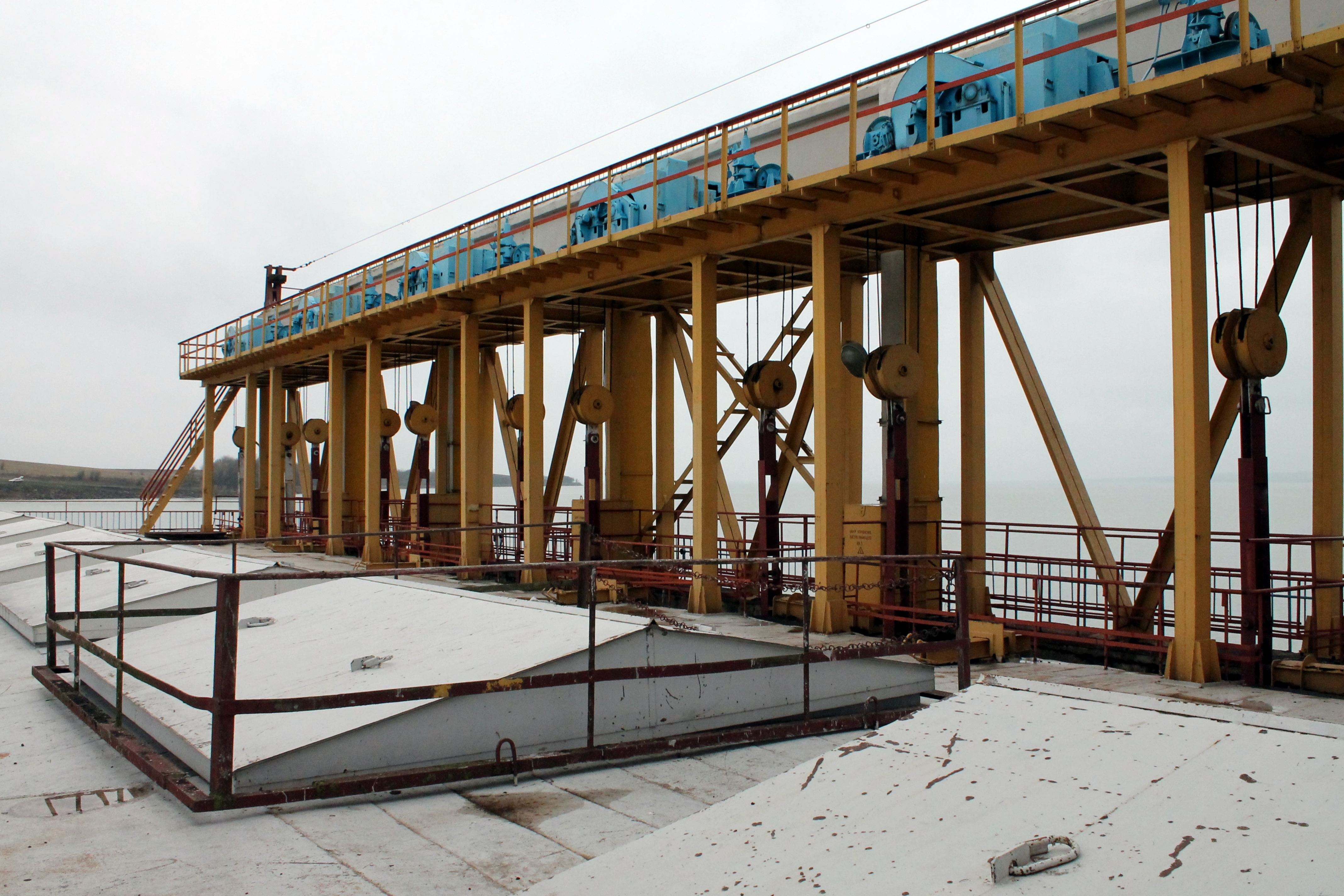
Крыша машинного зала
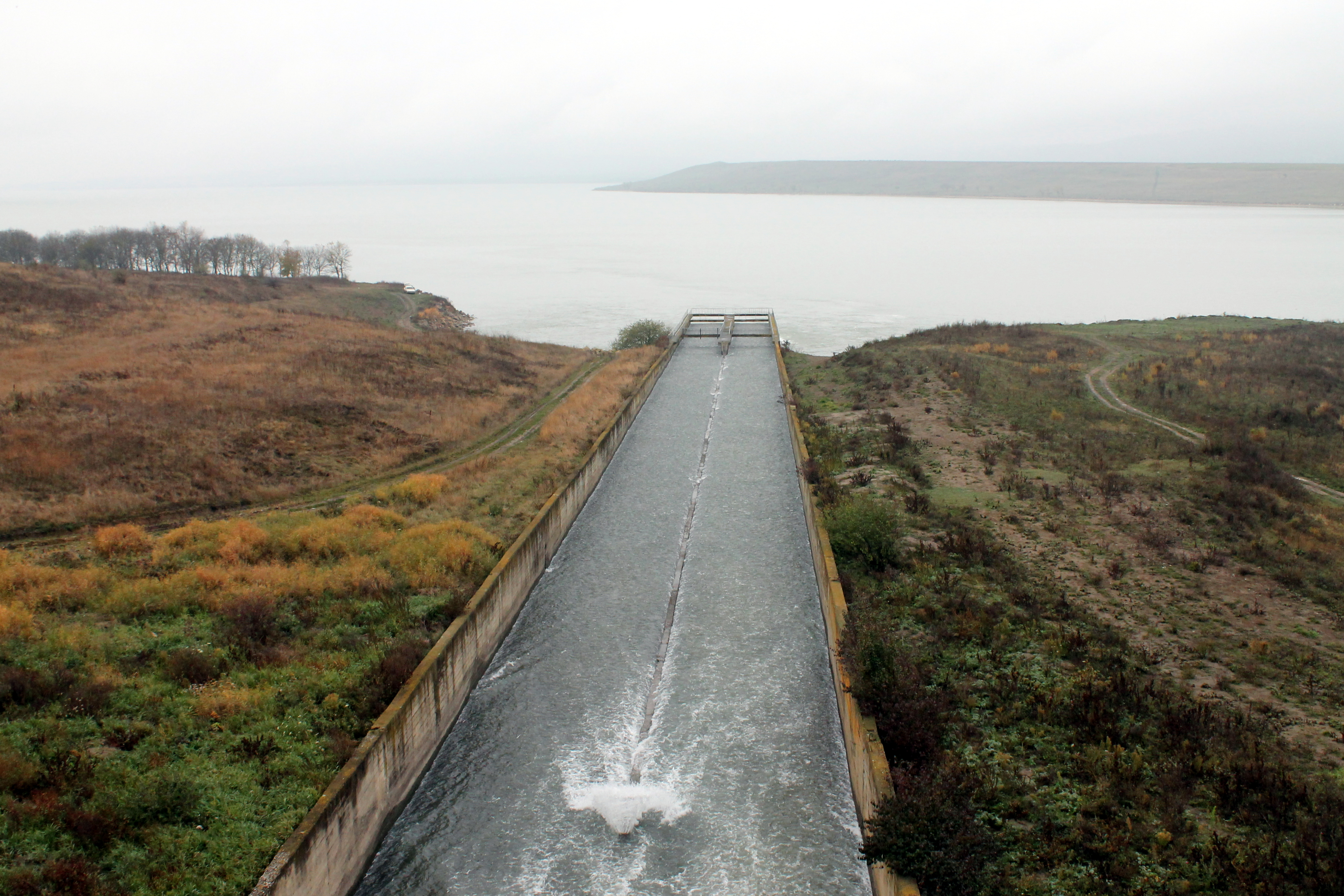
Холостой водосброс (консольная часть)
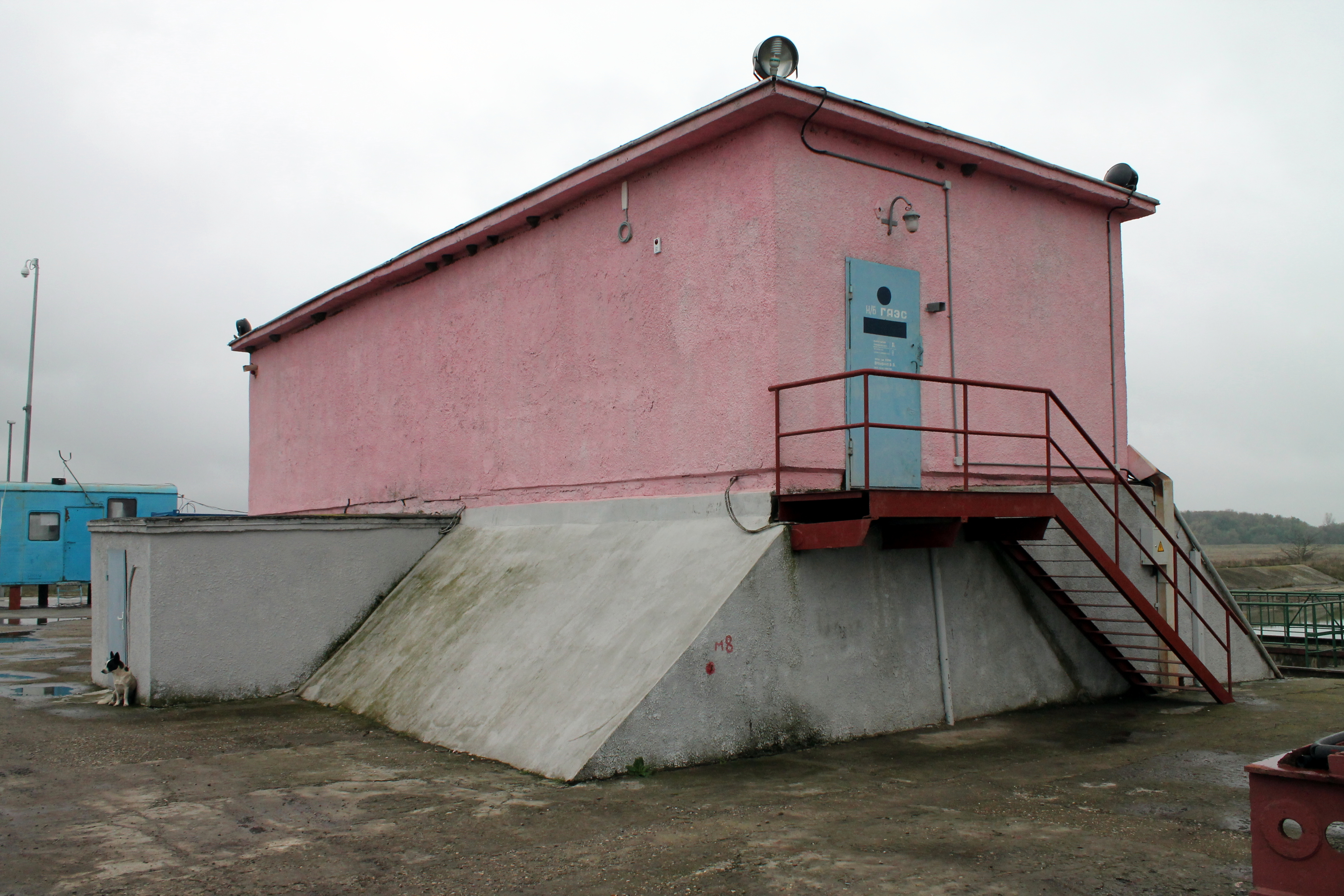
Водоприёмник
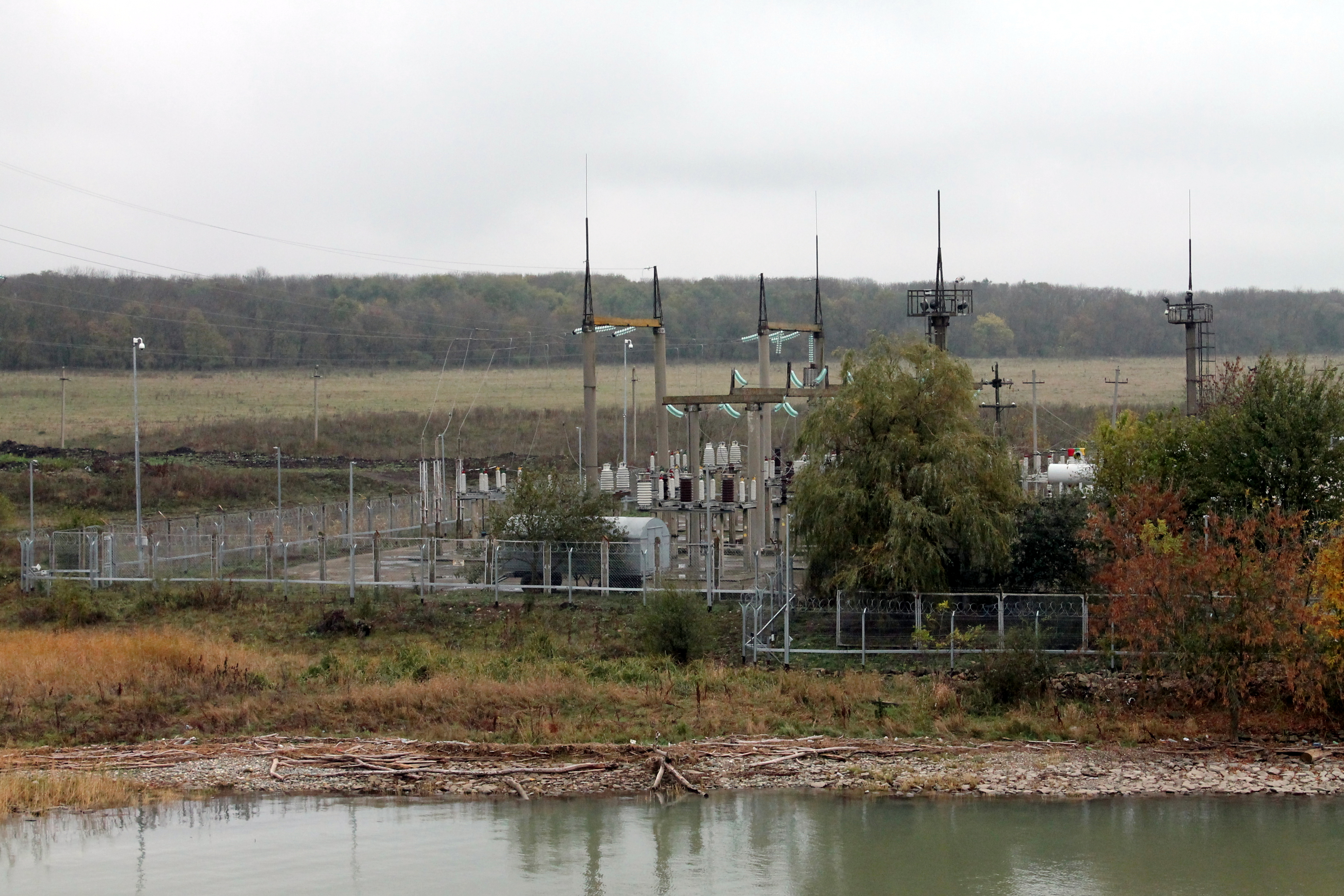
Распределительное устройство (ОРУ-110 кВ)

### Шлюз-регулятор
Шлюз-регулятор № 1, расположенный на Большом Ставропольском канале за отводящим каналом ГАЭС предназначен для разделения потока воды между каналом и ГАЭС. Представляет собой железобетонный трёхпролётный водослив (ширина пролёта — 6 м). Пролёты снабжены плоскими основными и аварийно-ремонтными затворами, для оперирования которыми применяется канатный механизм. Отводящий канал шлюза-регулятора выполнен в полувыемке-полунасыпи, откосы канала закреплены железобетонными плитами, бетоном и каменным мощением. Координаты шлюза-регулятора — 44°13′17″ с. ш. 42°20′56″ в. д.

### Кубанское водохранилище

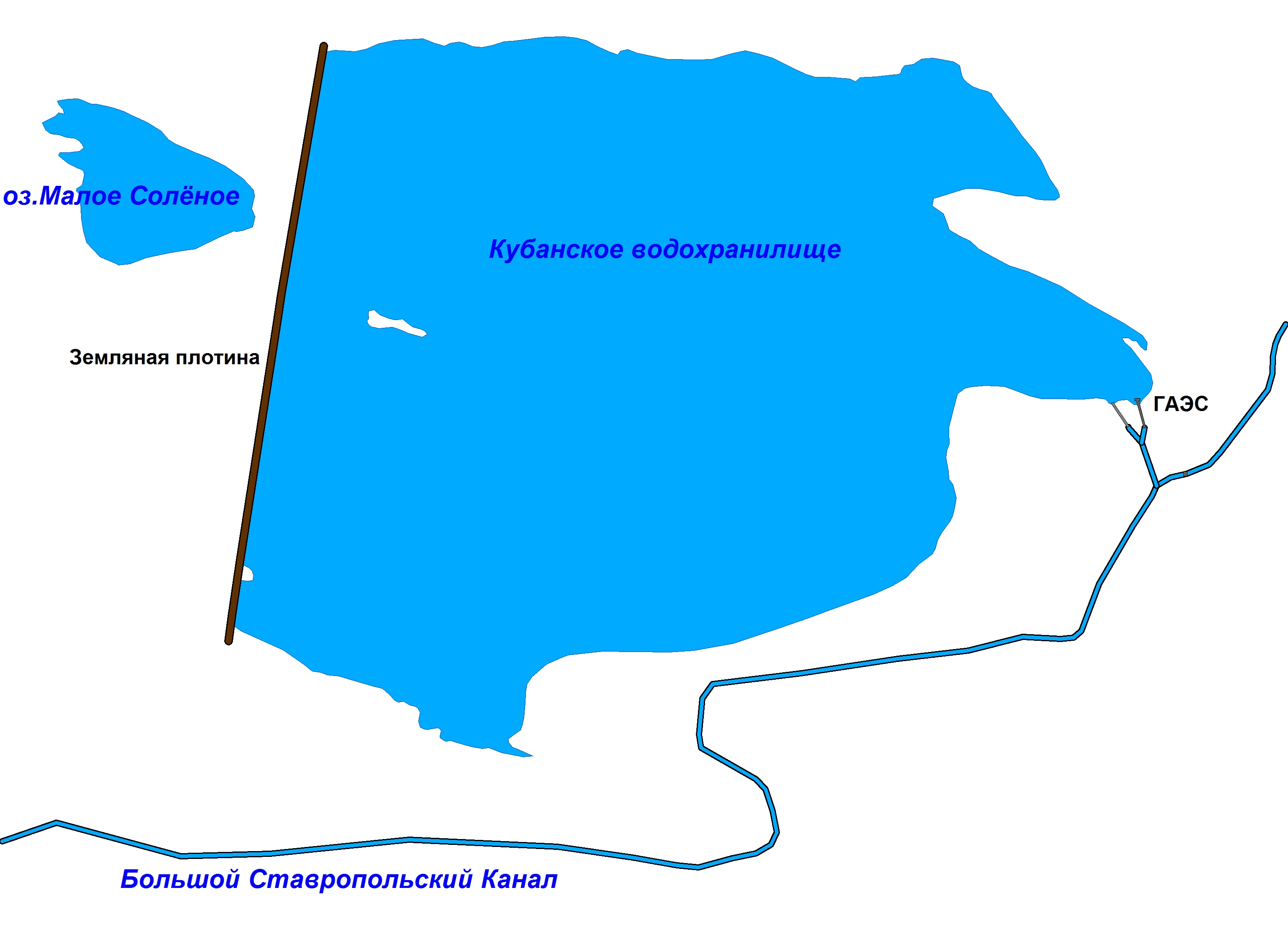
Схема расположения сооружений Кубанской ГАЭС

Напорные сооружения ГАЭС образуют Кубанское водохранилище (до 1968 года именовавшееся водохранилищем «Большое»). Водохранилище создано в природной котловине Большого Солёного озера (отметка воды в котором составляла 505—506 м над уровнем моря по Балтийской системе высот), озеро полностью вошло в состав водохранилища и прекратило своё существование как отдельный объект. Водохранилище наливного типа, ГАЭС используется в качестве нижнего аккумулирующего бассейна. Площадь водохранилища при нормальном подпорном уровне 49,8 км², длина около 11 км, максимальная ширина около 8 км, максимальная глубина 21 м. Полная и полезная ёмкость водохранилища составляет 565,9 и 490,6 млн м³ соответственно, что позволяет осуществлять сезонное регулирование стока (водохранилище наполняется в многоводный период года и срабатывается в маловодный). Отметка нормального подпорного уровня водохранилища составляет 629 м, уровня сработки — 614 м. При создании водохранилища было затоплено 6,45 тыс. га сельскохозяйственных земель и перенесены 65 строений. С 1968 по 2011 годы в Кубанском водохранилище отложилось 46,1 млн м³ наносов, в результате полная ёмкость водохранилища уменьшилась по сравнению с проектными показателями на 7,5 %. Полезная ёмкость в результате заиления сократилась на 9,4 млн м³ или на 1,9 %

## Экономическое значение
Кубанская ГАЭС используется для сезонного регулирования стока в Большом Ставропольском канале, с попутной выработкой электроэнергии; её режим работы сильно отличается от такового классических гидроаккумулирующих электростанций, предназначенных для компенсации суточных неравномерностей потребления электроэнергии в энергосистемах. С мая по август ГАЭС работает в турбинном режиме, заполняя Кубанское водохранилище из канала и вырабатывая электроэнергию (до 12 млн кВт⋅ч в год). За этот период через гидроагрегаты ГАЭС пропускается в среднем 292 млн м³ воды, ещё 166 млн м³ проходит через водосброс. С сентября по апрель ГАЭС работает в насосном режиме, перекачивая воду из водохранилища в канал, на что затрачивается около 46 млн кВт⋅ч электроэнергии.
Кубанская ГАЭС является головной станцией в каскаде Кубанских ГЭС. Обеспечивая сработку водохранилища в маловодный период, когда забор воды в Большой Ставропольский канал из Кубани резко снижается, ГАЭС обеспечивает выработку электроэнергии в объёме 350 млн кВт⋅ч на нижележащих станциях каскада — ГЭС-1, ГЭС-2, ГЭС-3 и ГЭС-4 общей мощностью 386 МВт. Из Кубанского водохранилища по Кавминводскому групповому водоводу обеспечивается надёжное водоснабжение городов Минеральные Воды, Железноводск, Ессентуки, Кисловодск, Пятигорск, Лермонтов и ряда других населённых пунктов (ежегодный забор воды — 13,47 млн м³). Кубанское водохранилище используется для любительского и промыслового (в небольших объёмах) рыболовства — в водоёме обитают 18 видов рыб. В осенний период на водохранилище останавливается до 36 тысяч мигрирующих уток.

## История строительства

### Проектирование
В 1935—1940 годах в соответствии с Постановлением Совнаркома СССР была разработана Схема обводнения Ставрополья. В соответствии с ней, было намечено строительство двух обводнительно-оросительных систем: Кубань-Егорлыкской и Кубань-Калаусской (с 1968 года — Большой Ставропольский канал). Проектное задание первой очереди Кубань-Калаусской системы было разработано Пятигорским филиалом института «Южгипроводхоз» и утверждено в 1956 году. В проектном задании институтом «Укргидропроект» был выполнен раздел, посвящённый гидроэнергетическому использованию канала. С 1956 года проектирование энергетических сооружений по трассе канала было выделено в отдельный титул и поручено институту «Гидропроект».
В проектном задании предполагалась самотечная система наполнения и сработки Кубанского водохранилища (имевшего тогда название водохранилище «Большое»): вся вода из головной части канала сбрасывалась в водохранилище и оттуда самотёком шла в нижнюю часть канала. В ходе дальнейших проработок институт «Гидропроект» предложил изменить эту схему, сделав Кубанское водохранилище наливным, заполняемым и опорожняемым при помощи обратимой насосной станции (ГАЭС). Это решение имело ряд преимуществ, в связи с чем было принято к реализации:
- Увеличивается мощность и выработка на ГЭС-1 Кубанского каскада за счёт включения в работу около 30 м напора, теряемого в исходной схеме;
- В два раза снижается объём работ по плотине Кубанского водохранилища, отпадает необходимость в сооружении сложной и дорогостоящей прорези между водоразделами Кубани и Кумы с регулирующим сооружением;
- Дополнительная выработка на ГЭС-1 и ГАЭС более чем вдвое превышает затраты электроэнергии на работу ГАЭС в насосном режиме.

В ходе проектирования рассматривалось несколько вариантов размещения сооружений ГАЭС и их компоновки. В частности, были проработаны варианты здания ГАЭС, совмещённого с холостым водосбросом, плавучего здания ГАЭС, здания ГАЭС без напорных трубопроводов, размещённого на берегу водохранилища в шахте. Принятый к реализации вариант был выбран по результатам технико-экономического сравнения и оценки удобства эксплуатации. 

### Строительство
Строительство Кубанской ГАЭС было начато в 1961 году организацией «Севкавгидроэнергострой», первый гидроагрегат пущен 1 декабря 1968 года, последний — в 1969 году. В ходе строительства станции была произведена выемка 1180 тыс. м³ и насыпь 2800 тыс. м³ мягкого грунта, а также насыпь 326 тыс. м³ каменной наброски, дренажей и фильтров. Было уложено 55 тыс. тонн бетона и железобетона, смонтировано около 250 тонн металлоконструкций и механизмов.

## Эксплуатация
20 октября 1967 года дирекция строящихся Кубанских ГЭС была преобразована в Каскад Кубанских ГЭС, в состав которого вошли 5 электростанций (ГАЭС, ГЭС-1, ГЭС-2, ГЭС-3, ГЭС-4). С 1 апреля 1972 года Кубанская ГАЭС в составе каскада Кубанских ГЭС была передана в ведение районного энергетического управления «Ставропольэнерго», которое в 1988 году было преобразовано в Ставропольское производственное объединение энергетики и электрификации «Ставропольэнерго», на базе которого в 1993 году было создано ОАО «Ставропольэнерго». В 2005 году в ходе реформы РАО «ЕЭС России» Кубанская ГАЭС вместе с другими ГЭС каскада была выделена из состава ОАО «Ставропольэнерго» в ОАО «Ставропольская электрическая генерирующая компания», которое в свою очередь в 2006 году перешло под контроль ОАО «ГидроОГК» (позднее переименованного в ОАО «РусГидро»). В 2008 году ОАО «Ставропольская электрическая генерирующая компания» было ликвидировано, и Кубанская ГАЭС вошла в состав филиала ОАО «РусГидро» — Каскад Кубанских ГЭС.

### Модернизация
К началу 2010-х годов сооружения и оборудование Кубанской ГАЭС отработали более 40 лет, износились физически и морально устарели. Оборудование станции перестало удовлетворять современным требованиям по эффективности, надёжности и удобству эксплуатации, в частности насос-турбины отличаются повышенным уровнем кавитационного износа и вибрации. В связи с этим институтом «Мособлгидропроект» был разработан проект масштабной модернизации станции. При этом рассматривались различные варианты модернизации — замена оборудования в существующем здании ГАЭС, а также строительство нового здания с размещением как обратимых гидроагрегатов, так и отказа от генерации электроэнергии с размещением только насосов (в этом случае наполнение водохранилища производилось бы через водосброс). Вариант с заменой оборудования в существующем здании ГАЭС был отвергнут по экономическим соображениям (в связи с особенностью компоновки здания, для его ремонта необходимо сооружение дорогостоящих перемычек, а также приспособление здания к современным требованиям по надежности и удобству эксплуатации), от варианта с использованием только насосного оборудования отказались вследствие более высоких эксплуатационных затрат и снижения общей надёжности станции.
По итогам рассмотрения всех вариантов было принято решение о строительстве нового здания ГАЭС на берегу Кубанского водохранилища, между существующим зданием станции и холостым водосбросам. Водоводы нового здания планируется присоединить к существующему водоприёмнику. В новом здании станции проектом предусмотрена установка шести гидроагрегатов с переменной частотой вращения (от 180 до 273 об/мин), имеющих возможность надёжной работы во всём диапазоне напоров и расходов. Мощность станции в турбинном режиме должна возрасти до 18,78 МВт, в насосном режиме — до 21,9 МВт. Благодаря использованию современного оборудования с более высоким КПД, среднегодовая выработка электроэнергии увеличится до 18,6 млн кВт·ч, потребление электроэнергии уменьшится до 26,8 млн кВт·ч. Новое здание ГАЭС возводится в котловане глубиной более 20 м, ограждённом конструкциями типа «стена в грунте», в сложных инженерно-геологических условиях.
В 2011 году ОАО «РусГидро» подписало с компанией Alstom Hydro France договор на комплексную реконструкцию 9 станций каскада Кубанских ГЭС, в том числе и Кубанской ГАЭС. В соответствии с договором, в течение 10 лет планировалось заменить всё основное и вспомогательное оборудование станции — гидроагрегаты, затворы, трансформаторы, оборудование распределительного устройства и т. п., а также построить новое здание ГАЭС. К 2014 году были изготовлены и доставлены на склад филиала новые силовые трансформаторы ГАЭС, а также оборудование комплектного распределительного устройства элегазового (КРУЭ-110 кВ).
Впоследствии график модернизации был уточнён, договор с Alstom был ограничен поставкой электротехнического оборудования (КРУЭ и трансформаторов). В 2018 году было начато строительство нового здания КРУЭ, монтаж нового распределительного устройства и силовых трансформаторов, которые были завершены в 2021 году. В начале 2020 года были определены поставщики новых насос-турбин (словенская фирма Kolektor Turboinstitut) и двигатель-генераторов с переменной частотой вращения (российское предприятие «Электротяжмаш-Привод»). Строительство нового здания ГАЭС было начато в 2022 году, основной объём работ по модернизации станции должен быть завершён в 2025 году.